# Treno popolare

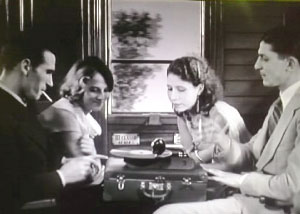
Två par ombord på Treno popolare

Treno popolare är en italiensk film från 1933 som var regissören Raffaello Matarazzos långfilmsdebut. Filmen fick ett svalt mottagande av kritikerna, som ansåg att den var ett lovande nybörjarverk men inte mer, och ett direkt fientligt av premiärpubliken som buade ut den. Regimen gillade inte heller filmen, trots att ett av fascismens mest populära projekt varit filmmakarnas inspirationskälla, och avfärdade den som influerad av för mycket ”fransk naturalism”. Filmen försvann snabbt i glömskan men har långt efteråt omvärderats som varande en av de viktigaste föregångarna till den italienska neorealismen.

## Bakgrund och produktion
Matarazzo fick möjligheten att göra en egen lågbudgetfilm efter att ha regisserat två dokumentärfilmer om fascistiska samhällsprojekt med monumentala ambitioner, Littoria (1932) och Mussolinia di Sardegna (1933). Tillsammans med vännen och journalisten Gastone Bosio kläckte Matarazzo idén att de skulle göra en film om en helt vanlig dag i vanliga storstadsmänniskors liv som det såg ut under den fascistiska eran. De valde att utgå från ett projekt som verkligen såg ut att förändra de vanliga arbetarnas liv, det projekt som gick under namnet Treni popolari (ungefär: ”folktågen”). Projektet, som existerade i stort sett under hela 1930-talet, innebar kraftigt sänkta tågbiljettpriser, bidrog till massturismens framväxt i Italien och gav ”vanligt folk” möjlighet att åka på semester och söndagsutflykter från storstaden till landsbygden och strändernas badplatser.
Filmen skulle alltså handla om några vanliga resenärer på en sådan söndagstur, från Rom till Orvieto och tillbaka. Familjer, ungdomar och pensionärer skulle med på tåget. Några vardagliga berättelser utan stor dramatik skulle vävas in i denna realistiska ram. I filmen skulle inget hända som åskådarna kunde känna som omöjligt för dem att få uppleva i verkligheten. Ingenting filmades i studio, vilket var unikt för tidsperioden. Majoriteten av de människor som skulle uppträda i filmen var statister och amatörskådespelare, en del blev skådespelare i och med sitt deltagande i detta filmprojekt som också var mycket av ett ungdomsprojekt. Regissören Matarazzo var endast 23 år och filmtidskriften Cinema Illustrazione, som bevakade inspelningen och adderade åldrar, konstaterade att regissörens och de fyra viktigaste skådespelarnas sammanlagda ålder var omkring 100 år.

## Handlingen i huvuddrag
Huvudlinjerna för filmens handling utarbetades snabbt av Matarazzo och Bosio: En ung tjänsteman, den något tafatte Giovanni (Carlo Petrangeli), bjuder ung kvinnlig kollega, Lina (Lina Gennari),  på en söndagstur från den stora staden Rom till den lilla lantliga staden Orvieto med ett ”folktåg” för att han gärna vill att de ska bli ett par. På tåget träffar de en annan ung man, Carlo (Marcello Spada), som verkar erfaren och självsäker för sin ålder och erbjuder sig att visa runt dem i Orvieto som han känner till mycket väl. Lina tycker att förslaget är bra men det tycker inte Giovanni.
Väl framme i Orvieto visar det sig att Carlo inte alls känner till stadens sevärdheter särskilt väl men däremot är han intresserad av Lina. Trion hyr tre cyklar och Carlo ser till att han och Lina lyckas cykla ifrån Giovanni. Carlo och Lina tar en båttur i en liten eka som de välter. De tvingas hänga en del av sina blöta kläder på tork och sitter halvklädda på stranden medan de väntar på att resten av kläderna ska torka. När Giovanni hittar fram till dem gömmer de sig i ett skjul. Giovanni hittar endast de blöta kläderna och får för sig att Lina har drunknat. När sanningen uppdagas blir det slagsmål mellan Carlo och Giovanni på en gata i Orvieto och polisen får sära dem åt. Det blir uppenbart att Lina är mer intresserad av Carlo och Giovanni får ge upp sina planer om en gemensam framtid med henne.
På hemresan börjar Giovanni, efter att ha deppat en stund, att flirta med Maria (Maria Denis) som också har blivit övergiven av sin reskamrat, en medelålders gift man (Cesare Zoppetti), som lockat med Maria på en dagstur ovetande om att hans hustru (Jone Frigerio) också kommer att dyka upp på tåget och förstöra hans planer. Giovanni bjuder Maria på tröstgodis och hon tycker att han är väldigt trevlig, tåget rullar vidare mot Rom och filmen är slut.

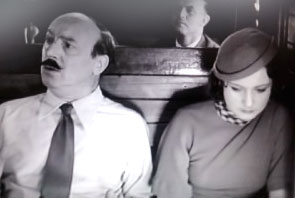
Cesare Zoppetti spelar den gifte förföraren och Maria Denis hans "offer".

Förutom huvudpersonernas äventyr får man följa några andra passagerares förehavanden i korta scener, i vilka de inte gör någonting speciellt, och en grupp ortsbor i Orvieto som firar någonting med dans till vilken några av de tillresta stadsborna från Rom ansluter sig. Flera av personerna är illa klädda och osminkade och har föga likhet med dåtidens firade filmstjärnor. Filmen skulle kunna vara en dokumentär om fattiga människor som åker lågpriståg till en landsortsstad för att det söndagsnöjet är allt de har råd med.

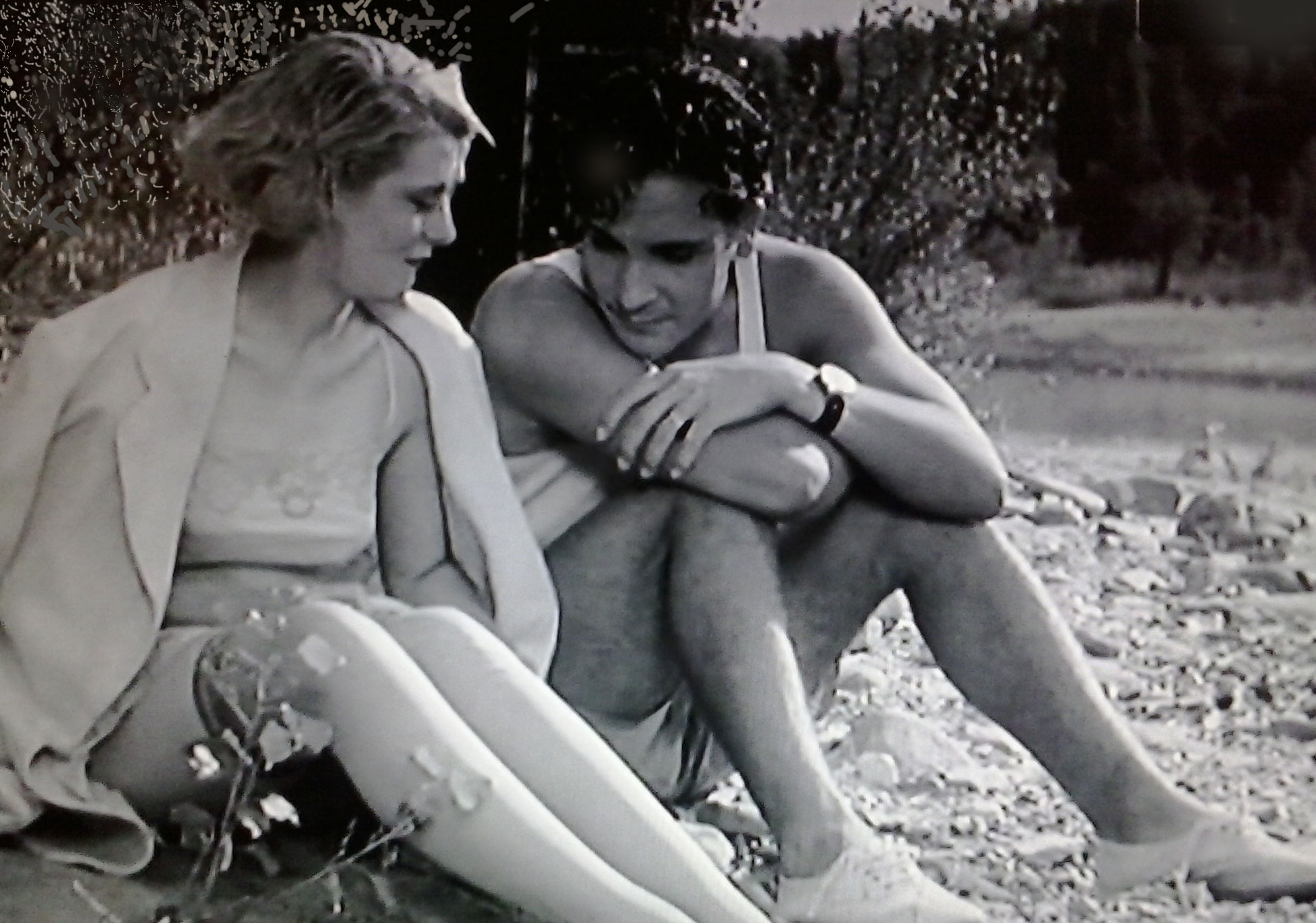
Lina Gennari och Marcello Spada väntar på att kläderna ska torka.

## Mottagandet
Matarazzo har efteråt berättat att premiärpubliken på Cinema Barberini i Rom skrek och busvisslade av missnöje under större delen av filmen, mer än han någonsin hört någon vissla åt en film. Han ansåg omkring 30 år senare att hans verk varit den första neorealistiska filmen och att publikens reaktion berodde på att det var första gången de såg en film som handlade om dem själva. Många av dem hade säkert åkt eller skulle komma att åka med något av ”folktågen” som blev mycket populära medel för rekreation, eller verklighetsflykt, under fascismens 1930-tal. Regissören hade helt enkelt ställt en spegel framför publiken och den gillade uppenbarligen inte vad den såg. Det gjorde inte heller den fascistiska regimen som fördömde filmen för dess bristande intresse för fäderneslandets storhet och framtid, vilket i klartext betydde att den helt saknade explicita politiska referenser till fascismens stordåd och i stället var något slags obegriplig naturalistisk konst med ett tåg i huvudrollen.
Flera dagstidningars recensenter betecknade filmen som ett lovande nybörjarverk men antydde samtidigt att det fanns brister i hantverket och att betydligt bättre filmer av de två lovande unga filmskaparna nog skulle komma ett antal år framöver. Filmskaparnas ringa ålder är en återkommande vinkling i många recensioner. Särskilt positiva var recensenterna i Corriere della Sera och La Stampa. Tidskriften Rivista del cinematografo med nära band till den katolska kyrkan kritiserade filmen för en viss oanständighet i samband med "klädtorkningsscenen" efter filmens båtfadäs men menade annars även den att de unga upphovsmännen skulle kunna uträtta något positivt för filmkonsten någon gång i framtiden. 
Tonen i de flesta recensionerna var snarare uppmuntrande än berömmande och handlade mycket om vad man förväntade sig av dessa filmmakare i framtiden. Recensenterna verkade inte riktigt kunna ta in att den närmast dokumentära skildringen av resan var både banbrytande och fullt avsiktlig. De verkade snarare tro att det var frågan om en film som inte riktigt hade blivit vad finansiärerna, regissören och manusförfattarna hade hoppats på. Den uppfattningen var tydligast i den inflytelserika kulturtidskriften L’Italia Letteraria  som publicerade en recension i vilken filmen dömdes ut som ett misslyckande av två oerfarna filmskapare som inte lyckades få fram det inre budskapet på vita duken på grund av sin låsning vid det yttre skeendet.

## Konsekvenser och eftermäle
Många filmvetare har efterhand gett Matarazzo rätt, åtminstone delvis, i den meningen att Treno popolare numera ses som en av flera viktiga föregångare till neorealismen. För Matarazzo var det både en början och en vändpunkt. Han menade att filmkritikerna inte förstod vad det var han hade gjort och storstadspubliken hatade filmen för att de förstod vad han hade gjort men inte varför de skulle utsättas för det. Den slutsats Matarazzo drog var att han borde satsa på mer kommersiell film som tilltalade en större publik och Treno popolare blev därför ett isolerat fall av realistisk film i hans produktion som i fortsättningen kom att domineras av ekonomiskt lönsamma filmer, vilka enligt en tämligen enig kritikerkår var gediget hantverk men utan något större konstnärligt värde. För filmkritikerna förblev Treno popolare det verk som, oavsett vad man ansåg om det, garanterade Matarazzo en plats i filmens historia.

## DVD
Filmen finns utgiven på DVD av det italienska bolaget Ripley's Home Video, med undertexter endast på italienska (för hörselskadade).